# Phaeophilacris
Phaeophilacris är ett släkte av insekter. Phaeophilacris ingår i familjen syrsor.

## Dottertaxa tillPhaeophilacris, i alfabetisk ordning[1]
- Phaeophilacris abbaica
- Phaeophilacris abyssinica
- Phaeophilacris adami
- Phaeophilacris angolensis
- Phaeophilacris angustifrons
- Phaeophilacris angustipennis
- Phaeophilacris annandalei
- Phaeophilacris aranea
- Phaeophilacris aroussiensis
- Phaeophilacris bequaertae
- Phaeophilacris bernardii
- Phaeophilacris bimaculata
- Phaeophilacris bredoi
- Phaeophilacris bredoides
- Phaeophilacris brevipes
- Phaeophilacris bukobiana
- Phaeophilacris cavicola
- Phaeophilacris celisi
- Phaeophilacris chopardacheta
- Phaeophilacris chopardi
- Phaeophilacris chopardiana
- Phaeophilacris collardi
- Phaeophilacris congoana
- Phaeophilacris cycloptera
- Phaeophilacris deheyni
- Phaeophilacris faveauxi
- Phaeophilacris flavipes
- Phaeophilacris funesta
- Phaeophilacris geertsi
- Phaeophilacris grassei
- Phaeophilacris gymnica
- Phaeophilacris harzi
- Phaeophilacris kivuensis
- Phaeophilacris leleupi
- Phaeophilacris lucifuga
- Phaeophilacris macropus
- Phaeophilacris macroxipha
- Phaeophilacris martinii
- Phaeophilacris matilei
- Phaeophilacris maxima
- Phaeophilacris microps
- Phaeophilacris minuta
- Phaeophilacris obesa
- Phaeophilacris obscura
- Phaeophilacris ocellata
- Phaeophilacris ornatipes
- Phaeophilacris parapilipennis
- Phaeophilacris parva
- Phaeophilacris phalangium
- Phaeophilacris picta
- Phaeophilacris pilifera
- Phaeophilacris pilipennis
- Phaeophilacris pilitergus
- Phaeophilacris platyptera
- Phaeophilacris rufa
- Phaeophilacris similis
- Phaeophilacris spectrum
- Phaeophilacris strinatii
- Phaeophilacris superba
- Phaeophilacris tenuis
- Phaeophilacris tomentosa
- Phaeophilacris tournieri
- Phaeophilacris townsendi
- Phaeophilacris trivenosa
- Phaeophilacris troglophila
- Phaeophilacris univenosa
- Phaeophilacris valida
- Phaeophilacris velutina
- Phaeophilacris vicina
- Phaeophilacris villiersi
- Phaeophilacris wittei